# Фриц, Иосс
Иосс Фриц (нем. Joß Fritz; 1470, Брухзаль — 1525) — крепостной крестьянин, организатор одного из тайных обществ в юго-западной Германии — крестьянского союза под названием «Башмак».

## Реформаторская программа Фрица
Программа Фрица была направлена против князей и монастырей. В этой программе впервые прозвучал призыв к борьбе за «божественное право», в отличие от предшествующих крестьянских движений, где лозунгом было возвращение к «старому праву». Новая формула получила широкое распространение во время Крестьянской войны и понималась радикально настроенными повстанцами так, что целью борьбы является решительное переустройство общества «по справедливости». Некоторые требования программы «Башмака» указывают на то, что Фриц был знаком с «Реформацией императора Сигизмунда».
Тайное общество во главе с Йосом Фрицем было раскрыто в 1502 году в окрестностях города Шпейера. Несколько человек были казнены, однако Йосу Фрицу удалось скрыться. Он предпринял ещё две попытки подготовить вооруженное восстание — в 1513 и 1517 годах.
Тайные союзы «Башмака» произвели очень сильное впечатление на современников. Небольшое число осужденных и неуловимость Йоса Фрица внушали одним страх, а другим надежду, что общество продолжает свою деятельность.